# محوطه کله سوند
محوطه کله سوند مربوط به عصر آهن است و در شهرستان گیلانغرب، بخش مرکزی، دهستان چله، ۲۵۰ متری شمال شرقی روستای کله سوند واقع شده و این اثر در تاریخ ۲۷ اسفند ۱۳۸۶ با شمارهٔ ثبت ۲۲۳۷۴ به‌عنوان یکی از آثار ملی ایران به ثبت رسیده است.